# Thomas Raggi
Thomas Raggi (ur. 18 stycznia 2001 w Rzymie) – włoski gitarzysta i kompozytor. W 2016 roku dołączył do rockowego zespołu Måneskin, z którym wydał cztery płyty oraz wygrał 65. Konkurs Piosenki Eurowizji.